# Нестислива рідина
Нести́слива рідина́ (англ. incompressible flow) — математична модель суцільного рідкого середовища, густина якого залишається незмінною при зміні тиску в ньому. У змінних Ейлера це означає, що
{\displaystyle {\frac {d\rho }{dt}}=0,} або {\displaystyle {\frac {\partial \rho }{\partial t}}+v_{x}{\frac {\partial \rho }{\partial x}}+v_{y}{\frac {\partial \rho }{\partial y}}+v_{z}{\frac {\partial \rho }{\partial z}}=0}
Дивергенція вектора швидкості у такій моделі дорівнює нулю {\displaystyle (div\ v=0)}, тому поле швидкості описується соленоїдним векторним полем.

## Властивості й обмеження моделі
Швидкість звуку в нестисливій рідині є нескінченною, тобто будь-яке збурення негайно передається у всьому потоці. Так як в реальних рідинах і газах швидкість звуку не є нескінченною, модель нестисливої рідини може мати застосування лише у випадках, коли швидкість частинок середовища є малою порівняно зі швидкістю звуку (малому числі Маха). У випадку нестаціонарного руху, для застосування моделі необхідно також, щоб час поширення збурення на відстань, що відповідає характерному лінійному розміру, був би малим порівняно з часом суттєвої зміни руху середовища.
На практиці модель нестисливої рідини може бути застосована до вирішення багатьох задач, зокрема:
- опису руху суден по воді;
- польоту літака зі швидкостями, значно меншими (V < 100 м/с) від швидкості звуку (для сучасних реактивних літаків припущення виконується лише при злеті чи посадці).

Можливість використання моделі нестисливої рідини суттєво спрощує розв'язування відповідних задач.

## Рівняння
Течія ідеальної рідини (нестисливої, нев'язкої, нетеплопровідної) описується рівнянням неперервності та рівнянням Ейлера.
У разі в'язкої нестисливої рідини рішення задач спрощується, якщо можна допустити:
- сталість температури;
- незалежність коефіцієнта перенесення від температури.

Ці припущення дозволяють спочатку спільно вирішити рівняння неперервності і рівняння руху суцільного середовища (або рівняння Нав'є — Стокса в окремому випадку лінійної в'язкості), а потім, якщо температура не постійна, використовуючи знайдені розподіли швидкостей і тисків, вирішити рівняння тепломасоперенесення для визначення поля температури.